# Xã Campbell, Quận Wilkin, Minnesota
Xã Campbell (tiếng Anh: Campbell Township) là một xã thuộc quận Wilkin, tiểu bang Minnesota, Hoa Kỳ. Năm 2010, dân số của xã này là 57 người.